# Městské opevnění (Rabštejn nad Střelou)
Městské opevnění v Rabštejně nad Střelou u Manětína v okrese Plzeň-sever je systém zlomkovitě dochovaných středověkých hradeb a bran. Existence bran je doložena k roku 1461, ale obvodové opevnění mohlo vzniknou před i po tomto datu. Dochovaly se z něj především zlomek Dolní brány, nejasné fragmenty hradby a předsunutá bašta, považovaná též za samostatný hrad Sychrov. Torza hradeb a bran jsou chráněna jako kulturní památka.

## Historie
První písemná zmínka o Rabštejnu nad Střelou pochází z roku 1269 a městská práva mu daroval Oldřich Pluh z Rabštejna v roce 1337. Existence městských bran je doložena listinou z roku 1461, v níž král Jiří z Poděbrad starší práva obnovil. O šest let později Rabštejn držený Burianem z Gutštejna neúspěšně obléhalo královské vojsko.
Existenci obvodové hradby dokládají pouze Wernerův a Vogtův obraz. Pokud opravdu existovala, mohla vzniknou před rokem 1461 i později. Podle podobnosti Vogtova vyobrazení s opevněním města Chyše, vybudovaným v sedmdesátých a osmdesátých letech patnáctého století, je možné považovat za zakladatele hradeb Buriana II. z Gutštejna. Jinou možností je, že z období vlády pánů z Gutštejna pochází jen systém opevnění horní brány se zříceninou Sychrova.
Vladislav Razím považuje Sychrov za předsunuté městské opevnění, zatímco Tomáš Durdík jej spojil s samostatným hradem doloženým písemnými prameny.

## Stavební podoba
Středověké město mělo trojúhelníkový půdorys s rozlohou necelých dvou hektarů. Založeno bylo na terase pod rabštejnským hradem. Přístupné bývalo od západu zaniklou Horní branou a od severu částečně dochovanou Dolní branou, která se nachází ve strmě klesající ulici k přechodu přes Střelu.

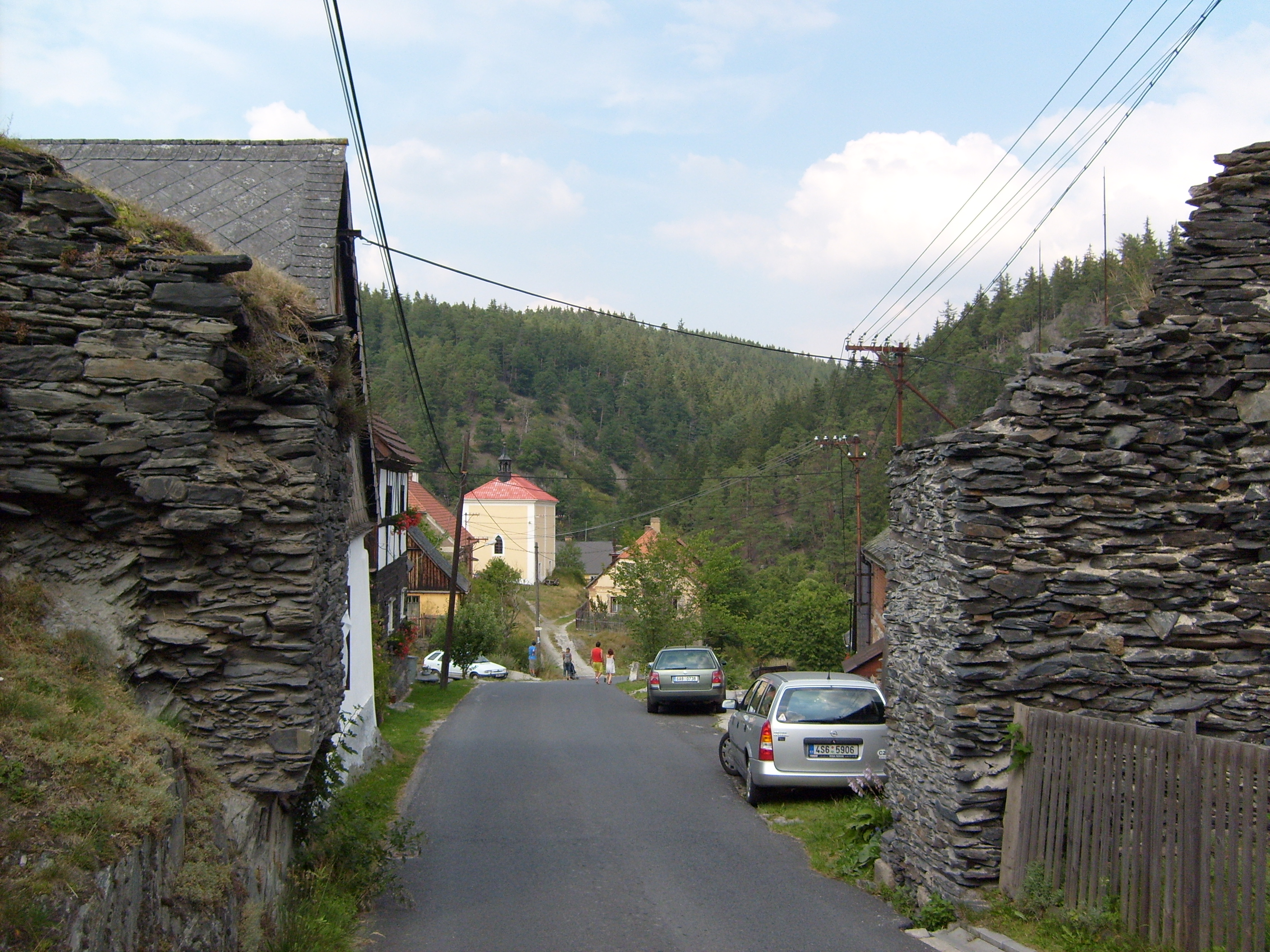
Průhled průjezdem barbakanu Dolní brány

Podle Vogtova vyobrazení se dolní brána skládala z průjezdní hranolové věže, před kterou se nacházel jednoduchý barbakan s půlkruhově klenutým portálem, do něhož se z venčí vstupovalo po padacím mostě přes příkop. Vzhledem k reliéfu přístupová cesta v barbakanu nezatáčela. Dochované zdivo je silné až 285 centimetrů, ale v lépe chráněných částech se zužuje na 95 centimetrů. Stavba částečně využívala přirozenou skálu. Obranu barbakanu umožňovaly střílny. Také Horní bránu podle Vogta tvořila průjezdní věž s předbraním.
V blízkosti Horní brány se městské opevnění napojovalo na předhradí hradu. Dochovaný úsek hradby zde stoupá ke střepu okrouhlé věže. Zeď byla až 130 centimetrů silná a ve výšce okolo osmi metrů snad vedl hradební ochoz. Samotná věž mívala průměr asi 8,5 metru a přízemní tloušťka zdí dosahovala tří metrů. Podle Tomáše Durdíka byla postavena jako reakce na vybudování sousedního Sychrova.
Obvodová hradba nejspíše z větší části zanikla, popř. ji nelze rozeznat v mnohokrát upravovaných tarasních zdech.